# Ланина, Анна Владимировна
Анна Владимировна Ланина (01.01.1905, Москва — после 1988, там же) — советский учёный в области селекции крупного рогатого скота, доктор сельскохозяйственных наук, лауреат Сталинской премии (1951).
Окончила Московский зоотехнический институт (1936). Работала научным сотрудником ВИЖ — Всесоюзного НИИ животноводства.
В 1938 г. арестована, в 1939 г. приговорена к ИТЛ. Отбывала срок в Карлаге. Работала главным зоотехником отдела животноводства. В 1940—1954 гг. научный сотрудник Карагандинской с/х опытной станции.
Руководила работами по выведению казахской белоголовой породы крупного рогатого скота, за что в 1951 году в составе авторского коллектива стала лауреатом Сталинской премии.
В 1955 году защитила кандидатскую диссертацию:
- Формирование мясо-молочной продуктивности у скота казахской белоголовой породы : диссертация … кандидата сельскохозяйственных наук : 06.00.00. — Алма-Ата, 1955. — 203 с. : ил.

В 1955—1960 гг. доцент кафедры животноводства, проректор по научной работе Алма-Атинского зооветеринарного института.
В 1960—1988 гг. старший научный сотрудник ВИЖ.
В 1962 г. защитила докторскую диссертацию:
- Формирование мясных качеств крупного рогатого скота: диссертация … доктора сельскохозяйственных наук по совокупности опубликованных работ автора : 06.00.00. — [Москва], 1961. — 168 с. : ил.

Сочинения:
- Мясное скотоводство [Текст] / А. В. Ланина, д-р с.-х. наук, лауреат Гос. премии СССР. — Москва : Колос, 1973. — 280 с. : черт.; 20 см.
- Нагул и откорм крупного рогатого скота в Казахстане [Текст] / А. В. Ланина, Б. М. Мусин. — Алма-Ата : Казгосиздат, 1958. — 46 с. : ил.; 20 см.
- Методика изучения откормочных и мясных качеств крупного рогатого скота / Д. Л. Левантин, А. В. Ланина, Д. И. Грудев [и др.]; ВИЖ. — М., 1965.-53 с.